# Bodnath

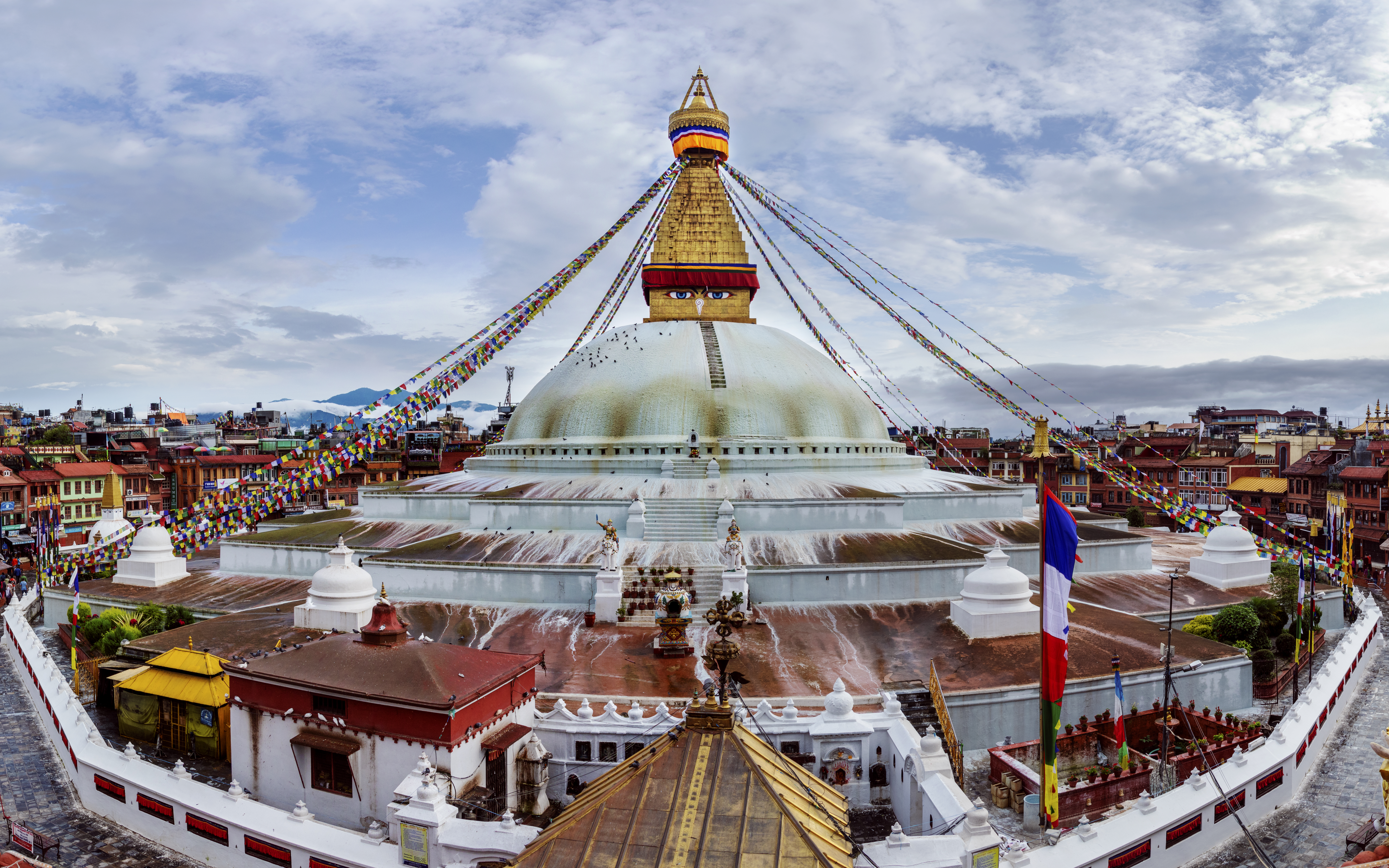
Bodnath-Stupa

Bodnath (auch Boudha, Boudnath, Nepali: बौद्धनाथ Bauddhanāth) ist ein ehemals ländlicher Vorort im Nordosten von Kathmandu in Nepal. Bekannt ist Bodnath wegen des großen Stupa, der seit Jahrhunderten eines der bedeutendsten Ziele buddhistischer Pilger aus Nepal und den umliegenden Regionen des Himalaya ist. Seit dem Jahr 1959 haben sich in der unmittelbaren Umgebung des Stupa zahlreiche geflohene Tibeter angesiedelt. Der Cini-Lama, der dritthöchste Würdenträger der Tibeter nach dem Dalai Lama und dem Panchen Lama, residiert in Bodnath.

## Geschichte

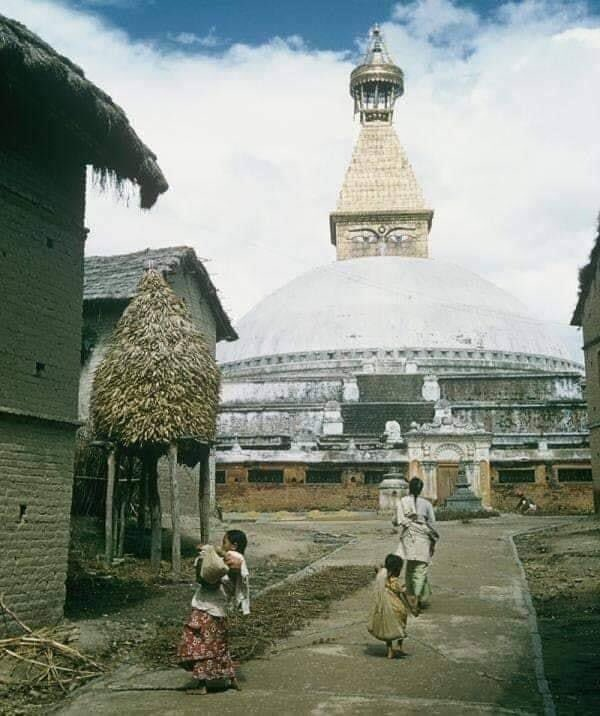
Bodnath-Stupa (1950)

Die Entstehung des mit ca. 36 m Höhe einer der größten Stupas seiner Art geht der Überlieferung nach zurück auf die Licchavi-Könige des 5. Jahrhunderts. Im Mittelalter hatte er so gut wie keine Bedeutung, da der Buddhismus aus dem Alltagsleben der Inder und Nepalesen verschwunden war. Erst mit der Zuwanderung zahlreicher Tibeter ins Kathmandu-Tal erlangte er wieder viel von seiner ursprünglichen Bedeutung zurück.
Beim Erdbeben in Nepal am 25. April 2015 wurde der Stupa beschädigt. Um die Reparatur durchzuführen, wurde die gesamte Spitze abgetragen und neu aufgebaut. Die Weihe des wiederhergestellten Stupas fand im November 2016 statt.

## Kultpraxis
Buddhisten finden sich vor allem im Morgengrauen und zur Abenddämmerung bei dem Bauwerk ein, um es im Uhrzeigersinn zu umrunden (Kora) und die in der Außenwand angebrachten Gebetsmühlen zu drehen. In Vollmondnächten (vgl. Vesakh-Fest) werden tausende Butterlämpchen auf den Terrassen, welche den Stupa im Grundriss eines Mandalas umgeben, entzündet. Einmal pro Jahr wird der halbkugelförmige Korpus neu geweißt und zum Neujahrsfest Losar werden die safranfarbenen Bögen erneuert.

## Klöster
In der Nähe des Stupa befinden sich mehrere kleinere tibetische Klöster (gompas), die zumeist besichtigt werden können.